# Julius Frank
Pour les articles homonymes, voir Frank.
Julius Frank, né le 11 avril 1826 à Munich et y décédé le 30 avril 1908, est un peintre historiciste bavarois. Il est le fils du peintre verrier Michael Sigismond Frank († 1847). Il étudie avec Claudius Schraudolph Elder la peinture religieuse, et peint de petits retables pour les églises bavaroises. Il réalise une série de peintures murales pour le Musée national bavarois sur l'histoire ecclésiastique et laïque, un cycle de scènes du Nouveau Testament pour une église à Posen et  une peinture murale dans la chapelle de Mariahilf à Munich.

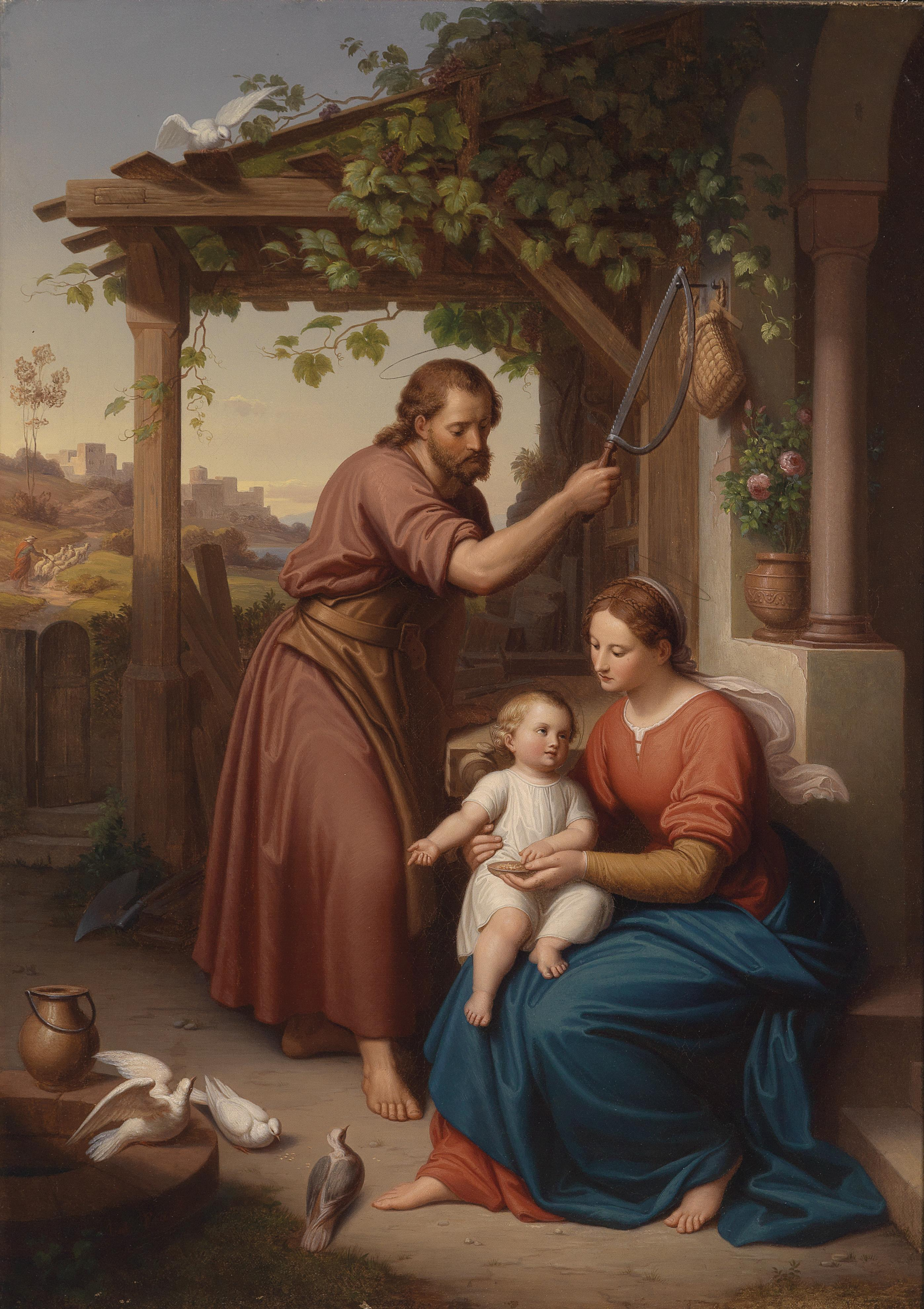
Julius Frank : Joseph et Marie avec Jésus sur les genoux, vers 1908

Au château de Neuschwanstein, au chevet du lit dans la chambre à coucher, une peinture sur laiton de Julius Franck est la copie d'une icône. Il a également participé à la décoration du château de Herrenchiemsee (salons de la Paix et de la Guerre, Galerie des glaces).